# Nobiin
El nobiin o mahas és una llengua núbia del fílum niloticosaharià. "Nobiin" és la forma genitiva de Nòòbíí ("nubi") i significa literalment "(llengua) dels nubians". Un altre terme que es fa servir és Noban tamen, que significa "la llengua núbia".
Fa com a mínim 2500 anys, els primers parlants nubians van emigrar a la vall del Nil des del sud-oest. Es creu que l'antic nubi era antecedent del nobiin. El nobiin és una llengua tonal, amb llargades de vocals i consonants contrastants. L'ordre bàsic de les oracions és subjecte–objecte–verb. No té una ortografia estandarditzada, i s'ha escrit tant amb alfabets llatins com aràbics. El 2006, tenia uns 610.000 parlants.